# فلورين بيرسك
فلورين بيرسك (بالرومانية: Florin Piersic)‏ ( 27 يناير 1936، كلوج-نابوكا)، ممثل روماني مسرحي وسينمائي. لعب أدوار في دراما وكوميديا وتراجيديا وتاريخي وHajduk.

## روابط خارجية
- فلورين بيرسك على موقع IMDb (الإنجليزية)
- فلورين بيرسك على موقع ميتاكريتيك (الإنجليزية)
- فلورين بيرسك على موقع روتن توميتوز (الإنجليزية)
- فلورين بيرسك على موقع ميوزك برينز (الإنجليزية)
- فلورين بيرسك على موقع أول موفي (الإنجليزية)
- فلورين بيرسك على موقع قاعدة بيانات الأفلام السويدية (السويدية)
- فلورين بيرسك على موقع قاعدة بيانات الفيلم (الإنجليزية)
- فلورين بيرسك على موقع كينوبويسك (الروسية)